# Baucina
Baucina – miejscowość i gmina we Włoszech, w regionie Sycylia, w prowincji Palermo.
Według danych na rok 2004 gminę zamieszkiwały 2033 osoby, 84,7 os./km².